# El Maderal
El Maderal is een gemeente in de Spaanse provincie Zamora in de regio Castilië en León met een oppervlakte van 29,71 km². El Maderal telt 206 inwoners (1 januari 2016).

## Demografische ontwikkeling
Bron: INE, 1857-2011: volkstellingen